# Nu ABO
Albums de f(x)
Chu~♥
(2009) Pinocchio
(2011)
Singles
1. Nu ABO
Sortie : 3 mai 2010
2. Mr. Boogie
Sortie : 17 juillet 2010

Nu ABO (coréen : Nu 예삐오; Nu Yeppioh) est le premier mini-album du girl group sud-coréen f(x). Il est sorti en version numérique le 4 mai 2010 en Corée du Sud sous SM Entertainment et distribué par KMP Holdings. Les titres promotionnels de l'opus sont le titre du même nom que le mini-album et "Mr. Boogie".

## Liste des titres
| No | Titre                                      | Auteur        | Producteur(s)                                                                           | Durée |
| -- | ------------------------------------------ | ------------- | --------------------------------------------------------------------------------------- | ----- |
| 1. | NU 예삐오 (Nu ABO)                         | Yoo Young-jin | Cutfather, Mynority Jose Aguirre Lopez, Thomas Troelsen, Engelina Larsen, Yoo Young-jin | 3:44  |
| 2. | Mr. Boogie                                 | Kenzie        | Fredrik Fencke, Emilh Tigerlantz                                                        | 3:00  |
| 3. | 아이스크림 (Ice Cream)                     | Kim Bu-min    | Hitchhiker                                                                              | 3:06  |
| 4. | ME+U                                       | Kim Young-hu  | Cho Hun Young                                                                           | 3:16  |
| 5. | Surprise Party                             | Shim Eun-ji   | Shim Eun-ji                                                                             | 2:43  |
| 6. | Sorry (Dear. Daddy) (Luna et Krystal, duo) | Kim Hee-young | Shim Eun-ji, Lee Min-young                                                              | 3:41  |

## Historique de sortie
| Pays         | Date                                                            | Label                          | Format |
| ------------ | --------------------------------------------------------------- | ------------------------------ | ------ |
| Corée du Sud | 3 mai 2010                                                      | SM Entertainment, KMP Holdings | CD     |
| Hong Kong    | 18 mai 2010                                                     | Avex Asia                      | CD     |
| Taïwan       | 28 mai 2010                                                     | Avex Asia                      | CD     |
| Philippines  | 19 juin 2010 (Sortie spéciale) 25 juin 2010 (Sortie officielle) | Universal Records              | CD     |